# Arcana
Arcana var ett amerikanskt jazz fusion-band som skapades år 1995 och ursprungligen omfattade gitarristen Derek Bailey, basisten Bill Laswell och trummisen Tony Williams. Albumet The Last Wave gavs ut i juli 1996, varpå Bailey lämnade bandet. På deras andra album spelades gitarren av gästmusikerna Nicky Skopelitis och Buckethead. Det andra albumet Arc of the Testimony släpptes i oktober år 1997. Bandet splittrades efter detta album på grund av att Williams avled februari 1997.

## Diskografi
- The Last Wave (1996)
- Arc of the Testimony (1997)

## Medlemmar
- Bill Laswell: Elbas, sex-strängad bas, åtta-strängad bas, fretless bass, synthesizer, ljudeffekter
- Tony Williams: Trummor
- Derek Bailey: Gitarr (The Last Wave)

### Gästmusiker
De följande musikerna har bidragit till Arcanas andra album Arc of the Testimony:
- Nicky Skopelitis; Gitarr, 12-strängad gitarr
- Buckethead: Gitarr
- Pharoah Sanders: Tenorsaxofon
- Byard Lancaster: Altsaxofon, basklarinett
- Graham Haynes: Kornett